# ザ・コンティニューイング・ストーリー・オブ・バンガロー・ビル
「ザ・コンティニューイング・ストーリー・オブ・バンガロー・ビル」（The Continuing Story of Bungalow Bill）は、ビートルズの楽曲である。1968年に発売された9作目のイギリス盤公式オリジナル・アルバム『ザ・ビートルズ』に収録された。レノン＝マッカートニー名義となっているが、実質的にはジョン・レノンによって書かれた楽曲。同じくレノン作の「アイム・ソー・タイアード」とセッションが行われた1968年10月8日にレコーディングが行われた。曲の半ば頃には後にレノンの妻となるオノ・ヨーコによるボーカル・パートが入る。1フレーズのみながら、ビートルズの作品で唯一の女声リード・ボーカルのパートが存在する楽曲である。

## 背景・曲の構成
1968年春にビートルズはインドのリシケーシュを訪れ、マハリシ・マヘーシュ・ヨーギーのもとで超越瞑想の修行を行っていた。リシケーシュの僧院には、ビートルズの他にも年代問わずさまざまな人々が滞在していて、その中には、1960年代にマハリシのパブリシストを務めていたナンシー・クック・デ・ヘレラとその息子であるリチャード・クックIII世もいた。本作の歌詞は、バンガロー・ビルが象と母親を連れて虎狩に行くという物語調になっているが、これはクック親子が象に乗って虎狩に行くというエピソードに基づいている。レノンはクック親子を軽蔑的に見ていて、二人への反感は「He's the all American bullet-headed saxon mother's son（彼はどこから見てもアメリカ人、頑固なサクソン系の母親の息子）」「If looks could kill it would have been us instead of him（もし外見だけで殺せるとしたら、代わりに私たちがやられていたでしょう）」といった皮肉めいた歌詞に表されている。
本作についてレノンは、1980年の『プレイボーイ』誌のインタビューで「マハリシの瞑想キャンプで、短い休暇を取って哀れな虎を2、3頭撃ち殺した男が、神と共に部落に帰ってくるというストーリーで書いた。ジャングル・ジムというキャラクターがいて、僕はそれをバッファロー・ビルとくっつけた」と語っている。ポール・マッカートニーは、本作について「今も僕のお気に入りの一つ。それは今の僕のスタンスとすごく共通するところがあるからだ。この曲のメッセージは「本当にあの虎を撃つ必要があったのか？お前は立派な男ではないのか？お前は勇敢な男ではないのか？」というところ。ジョンはそれを、すごくうまく表現していると思う」と評している。
インドから帰国後の5月に、イーシャーにあるジョージ・ハリスンの自宅でアルバム『ザ・ビートルズ』のセッションに向けたデモ音源の制作時に、本作も採り上げられた。このデモ音源は、2018年に発売された『ザ・ビートルズ (ホワイト・アルバム) 〈スーパー・デラックス・エディション〉』に収録された。
楽曲は、メロトロンのサンプル音源によるスパニッシュ・ギターのイントロの後に、「Hey, Bungalow Bill / What did you kill, Bungalow Bill?（ヘイ、バンガロー・ビル、何を殺したんだい、バンガロー・ビル？）」という歌いだしで始まる。なお、メロディ・パートの後ろで聞こえるマンドリンの音やエンディングの「Hey, Bungalow Bill / What did you kill, Bungalow Bill?（ヘイ、バンガロー・ビル、何を殺したんだい、バンガロー・ビル？）」の3回目のリフレインから加わってくるトロンボーンの音もメロトロンで弾いたものとなっている。冒頭のリフレインを繰り返しながらフェード・アウトし、拍手の後にレノンの「Eh up!」という掛け声が入って終了し、曲間を置かずに次曲「ホワイル・マイ・ギター・ジェントリー・ウィープス」へと移行する。

## レコーディング
「ザ・コンティニューイング・ストーリー・オブ・バンガロー・ビル」のレコーディングは、1968年10月8日にEMIレコーディング・スタジオのスタジオ2で「アイム・ソー・タイアード」も仕上げた後に行われた。ベーシック・トラックが3回録音され、最終テイクとなるテイク3がマスターとして採用された。サビでは、オノがバンガロー・ビルの母親に扮して「Not when he looked so fierce（あんなに獰猛そうなときは別よ）」というフレーズでリード・ボーカルを務めている。
トラック5とトラック6にマッカートニーがベースのパートを追加し、トラック5にレノンの「All the children sing（さあ子供達、歌うんだ）」という呼びかけを含む追加のボーカルを加えた。トラック7にクリス・トーマスのメロトロンが録音され、トーマスはヴァース部分ではマンドリンに設定し、サビではトロンボーンに設定して演奏している。なお、イントロのスパニッシュ・ギターは、メロトロンに備えられている楽節のテープから7秒分の演奏を再生する機能を使用したもの。残ったトラック3とトラック8に手拍子と拍手、レノンの「Eh up!」という挨拶、そしてギターがオーバー・ダビングされた。

## リリース・評価
「ザ・コンティニューイング・ストーリー・オブ・バンガロー・ビル」は、1968年11月22日にアップル・レコードから発売されたオリジナル・アルバム『ザ・ビートルズ』のA面6曲目に収録された。ビートルズの解散から8年後の1980年に発売された『リヴァプールより愛を込めて ザ・ビートルズ・ボックス』にも収録されている。
音楽評論家のイアン・マクドナルドは著書『Revolution in the Head』で、本作について「陳腐な熱弁に陥っている曲」と評している。2018年に『インデペンデント』誌のジェイコブ・ストルワーシーは、アルバム『ザ・ビートルズ』収録曲を対象としたランキングで、本作を24位に挙げた。

## クレジット
※出典
ビートルズ
- ジョン・レノン - リード・ボーカル、アコースティック・ギター、オルガン、口笛
- ポール・マッカートニー - バッキング・ボーカル、ベース、口笛
- ジョージ・ハリスン - バッキング・ボーカル、アコースティック・ギター
- リンゴ・スター - バッキング・ボーカル、ドラム、タンバリン

外部ミュージシャン
- オノ・ヨーコ、モーリン・スターキーほか - 追加のボーカル
- クリス・トーマス - メロトロン

## カバー・バージョン
- フィッシュ - 1994年10月31日にニューヨークで開催されたアルバム『ザ・ビートルズ』に収録の全曲をカバーするライブで演奏。このライブでの演奏は、2002年に発売された4枚組のライブ・アルバム『LIVE PHISH 13　10.31.94』で音源化された[9]。